# Перселл (хребет)
Гори Перселл (англ. Purcell Mountains) — гірський масив на південному сході Британської Колумбії, Канада.  Вони є пасмом гір Колумбія, що містить гори Селкірк, Монаші та Карібу. Вони розташовані на західній стороні Жолоба Скелястих гір в районі Колумбійської долини та на східній стороні долини озера Кутені та річки Дункан. Єдиним великим поселенням у горах є гірськолижний курорт Панорама та курорт Кікінґ-Горс, хоча вздовж автостради Кровнест є невеликі населені пункти, такі як Як і Мої, та житлові сільські райони, що підпорядковані містам Крестон, Кімберлі та Кренбрук, які розташовані поруч із гірським масивом.
На деяких картах Сполучених Штатів трапляється американський варіант написання назви Percell замість Purcell, там де їх південна межа виступає в штати Айдахо та Монтана, прилягаючи до озера Кукануса, водосховища на річці Кутені. Американські географічні класифікації вважають Percells частиною Скелястих гір, але в Канаді ця термінологія зарезервована для масивів на схід від Жолоба Скелястих гір. У горах Перселл більшість вершин розташовані на висоті близько 10 000 футів (3—3,5 тис. м н.р.м.).
Гірські породи, з яких складається масив Перселл, утворилися в протерозойському еоні (в докембрійський період), який охоплює від 2500 мільйонів років тому до приблизно 540 мільйонів років тому.

## Хребти другого порядку
- Хребет Карбонейт
- Хребет Доґтут
- Група Фарнем
- Група Макбет
- Хребет Макґілліварі
- Хребет Мої
- Хребет Септет
- Хребет Спіллімачін
- Хребет Старбирд
- Група Стокдейл
- Льодовик Тобі
- Група Трус
- Хребет Як

## Найвищі вершини
Десять найвищих вершин Перселлів 
- 1. Гора Фарнем 3493 м
- 2. Гора Джамбо 3437 м
- 3. Гавзер Спайр 3412 м
- 4. Гора Карнак 3411 м
- 5. Гора Дельфін 3406 м
- 6. Гора Гаммонд 3387 м
- 7. Гора Комендер 3371 м
- 8. Південна вершина Гавзера 3364 м
- 9. Пік Ейбрав 3362 м
- 10. Гора Пітер 3357 м